# Америчка Девичанска Острва на Светском првенству у атлетици на отвореном 2009.
Америчка Девичанска Острва су на Светском првенству у атлетици на отвореном 2009. одржаном у Берлину 15. до 23. августа учествовала дванаести пут, односно учествовала су на свим првенствима до данас. Репрезентацију Америчких Девичанских Острва представљало је четири такмичара (2 мушкарца и 2 жене) у две дисциплине.
На овом првенству Америчка Девичанска Острва нису освојила ниједну медаљу, нити је оборен иједан рекорд (национални, лични, сезоне). У табели успешности према броју и пласману такмичара који су учествовали у финалним такмичењима (првих 8 такмичара)) Америчка Девичанска Острва су са 1 учесником у финалу делили 49. место са 5 бодова.

## Учесници
| Мушкарци: - Адријан Дурант — 100 м - Табари Хенри — 400 м | Жене: - Кортни Патерсон — 100 м - Лаверн Џоунс-Ферет — 200 м |  |

## Резултати

### Мушкарци
| Атлетичар      | Дисциплина | Лични рекорд | Квалификације | Квалификације | Група                | Група                | Полуфинале           | Полуфинале           | Финале               | Финале       | Детаљи |
| Атлетичар      | Дисциплина | Лични рекорд | Резултат      | Место         | Резултат             | Место                | Резултат             | Место                | Резултат             | Место        | Детаљи |
| -------------- | ---------- | ------------ | ------------- | ------------- | -------------------- | -------------------- | -------------------- | -------------------- | -------------------- | ------------ | ------ |
| Адријан Дурант | 100 м      | 10,25        | 10,46         | 5. у гр 5     | Није се квалификовао | Није се квалификовао | Није се квалификовао | Није се квалификовао | Није се квалификовао | 44 / 90 (92) |        |
| Табари Хенри   | 400 м      | 44,77 НР     |               |               | 45,14 КВ             | 1. у гр 7            | 44,97 КВ             | 2. у гр 3            | 45,42                | 4 / 48 (53)  |        |

### Жене
| Атлетичарка        | Дисциплина | Лични рекорд        | Квалификације | Квалификације | Група                 | Група                 | Полуфинале            | Полуфинале            | Финале                | Финале       | Детаљи |
| Атлетичарка        | Дисциплина | Лични рекорд        | Резултат      | Место         | Резултат              | Место                 | Резултат              | Место                 | Резултат              | Место        | Детаљи |
| ------------------ | ---------- | ------------------- | ------------- | ------------- | --------------------- | --------------------- | --------------------- | --------------------- | --------------------- | ------------ | ------ |
| Кортни Патерсон    | 100 м      | 11,29               | 11,88         | 4. у гр 9     | Није се квалификовала | Није се квалификовала | Није се квалификовала | Није се квалификовала | Није се квалификовала | 39 / 61 (63) |        |
| Лаверн Џоунс-Ферет | 200 м      | 22,46 (+0,3 м/с) НР |               |               | 22,97 КВ              | 3. у гр 5             | 22,74                 | 3. у гр 2             | Није се квалификовала | 9 / 42 (45)  |        |